# André Lichnerowicz
André Lichnerowicz, né le 21 janvier 1915 à Bourbon-l'Archambault (Allier) et mort le 11 décembre 1998 à Paris, est un mathématicien français. Il s'est particulièrement intéressé aux applications de la géométrie différentielle à la physique mathématique, notamment en relativité générale.

## Biographie
Ses parents étaient tous deux professeurs : sa mère, agrégée de mathématiques, et son père, agrégé de grammaire. Son grand-père paternel avait quitté sa Pologne natale en 1860 après avoir participé à une insurrection contre le pouvoir prussien. Après des études au lycée Louis-le-Grand, à l’École normale supérieure et à la Faculté des sciences de Paris, où il a comme professeur de géométrie différentielle Élie Cartan, il devient à 21 ans agrégé de mathématiques en 1936, puis à 24 ans docteur ès sciences en 1939, avec une thèse sur la relativité générale.
Après avoir enseigné à l'université de Strasbourg, à partir de 1941, puis à celle de Paris, à partir de 1949, il est élu en 1952 professeur titulaire de la chaire de physique mathématique du Collège de France. Il est membre du conseil d'administration de la Fondation Hugot du Collège de France de 1979 à 1987. Il prend sa retraite en 1986. On compte parmi ses élèves Edmond Bonan (en), Thierry Aubin, Marcel Berger, Yvonne Choquet-Bruhat, Thibault Damour, Claude Berge, Charles-Michel Marle et Yvette Kosmann-Schwarzbach.
Il est élu membre de l'Académie des sciences en 1963. Il préside de 1966 à 1973 la commission ministérielle sur l'enseignement des mathématiques, connue sous le nom de « Commission Lichnerowicz ». Cette commission a une influence capitale dans l'enseignement des mathématiques en introduisant ce qui est appelé les « mathématiques modernes » : on cesse d'enseigner dès le cours préparatoire les quatre opérations à la fois (ce qui reste de mise aujourd'hui) et, pendant quelques années, l'enseignement des mathématiques est gouverné par l'axiomatique et les ensembles (avant un retour en force de la géométrie euclidienne et des systèmes hypothético-déductifs). De 1973 à 1976, il est président du comité consultatif de la recherche en informatique. À partir de 1991, il est président de l'Institut mondial des sciences.
Il est membre de nombreuses académies à travers le monde, dont l'Académie pontificale des sciences.
Il s'était marié en 1942 avec Suzanne Magdelain (1911-2007) qui était professeur agrégé d'espagnol. Ils ont eu trois enfants : Marc (1945-1969), Jacques (1947) et Jérôme (1951). Marc était également mathématicien.

## Décorations
- Commandeur de la Légion d'honneur
- Commandeur de l'ordre des Palmes académiques (1966)[6]

## Principales publications
- Problèmes globaux en mécanique relativiste, Paris, Hermann, 1939.
- Éléments de calcul tensoriel, Armand Colin 1946, Éditions Jacques Gabay, 1987.
- Algèbre et analyse linéaires, Paris, Masson, 1947.
- Les Théories relativistes de la gravitation et de l'électromagnétisme, Paris, Masson, 1954.
- Théorie globale des connexions et des groupes d'holonomie, Rome, Cremonese, 1955.
- Géométrie des groupes de transformations, Paris, Dunod, 1958.
- Propagateurs et commutateurs en Relativité générale, Paris, PUF, 1961.
- (en) Relativistic Hydrodynamics and Magnetohydrodynamics, New York, W. A. Benjamin, 1967.

## Hommage
Un prix André-Lichnerowicz a été créé en 2008 pour récompenser des contributions notables à la géométrie de Poisson, domaine où le travail d'André Lichnerowicz (1915-1998) fut fondamental.
Il a reçu :
- le Prix de la Fondation Girbal-Baral en 1942
- le prix de la langue française (1988)
- le prix Peano (2001)[8]